# Pîsarivșciîna, Velîka Bahacika
Pîsarivșciîna (în ucraineană Писарівщина) este un sat în comuna Balaklia din raionul Velîka Bahacika, regiunea Poltava, Ucraina.

## Demografie
Componența lingvistică a localității Pîsarivșciîna
     Ucraineană (100%)
Conform recensământului din 2001, toată populația localității Pîsarivșciîna era vorbitoare de ucraineană (100%).